# Philippe Djian
Philippe Djian, född 3 juni 1949 i Paris, är en fransk författare. Han är mest känd för boken Betty Blue 37,2° på morgonen (1985) som filmatiserades av Jean-Jacques Beineix (1986).

## Biografi
Djian studerade journalistik vid ESJ i Paris. Han debuterade 1981 med novellsamlingen 50 contre 1 och fick sitt genombrott med sin tredje roman, Betty Blue, som har sålts i mer än en miljon exemplar. År 2015 hade han skrivit mer än tjugo romaner, samt noveller och pjäser. Han fick Interalliépriset 2012 för sin bok Oh…, som 2016 filmatiserades som Elle.
Djian har också översatt till franska pjäser av Martin Crimp och Harold Pinter, samt skrivit sångtexter, de flesta för den schweiziske sångaren Stephan Eicher.
Fyra av hans romaner har filmatiserats: Bleu comme l'enfer av Yves Boisset, Betty Blue av Jean-Jacques Beineix, Impardonnables av André Téchiné och Incidences av bröderna Larrieu. Själv skrev han manus till filmen Ne fais pas ça (2004) som regisserades av Luc Bondy.
År 2014 publicerades en biografi om Philippe Djian med titeln En marges, skriven av David Desvérité.

## Privatliv
Philippe Djian gifte sig vid 25 års ålder och har tre barn. Han har rest mycket och bott i olika länder, bland andra i USA och Italien. År 2013 var han bosatt i Biarritz.